# Falcon (Peel)
Falcon is een buitenwijk van de kuststad Mandurah in de regio Peel in West-Australië.

## Geschiedenis
De buitenwijk is naar de 'Falcon Bay' vernoemd. De baai werd net als vele straten in de wijk naar een jacht vernoemd. Falcon was de naam van het jacht waarmee tijdens de Olympische Spelen van 1956 in Melbourne een zilveren medaille werd gewonnen.
Op 13 november 1967 werd de naam voor de wijk goedgekeurd en op 8 maart 1968 geofficialiseerd.

## Beschrijving
Falcon maakt deel uit van het lokale bestuursgebied (LGA) City of Mandurah, waarvan Mandurah de hoofdplaats is. Het heeft shopping centra, medische faciliteiten, cafés, restaurants en een gemeenschapcentrum.
'Avalon Beach', 'Cox Bay', 'Falcon Bay', 'Pelican Point', Miami, 'Novara Beac' en 'Pleasant Grove' maken deel uit van Falcon.
Tijdens de volkstelling van 2021 telde Falcon 5.531 inwoners, tegenover 3.807 in 2006.

## Ligging
Falcon ligt aan de van de Highway 1 deel uitmakende 'Old Coast Road', 80 kilometer ten zuidzuidwesten van de West-Australische hoofdstad Perth, 95 kilometer ten noorden van Bunbury en 10 kilometer ten zuidwesten van het centrum van Mandurah.
De SW1, SW2 en SW3-busdiensten van Transwa tussen Perth en Pemberton doen Falcon aan.
Falcon wordt begrensd door de Indische Oceaan in het westen, het Peel-Harvey-estuarium in het oosten, Wannanup in het zuiden, en Halls Head en Erskine in het noorden.

## Externe link

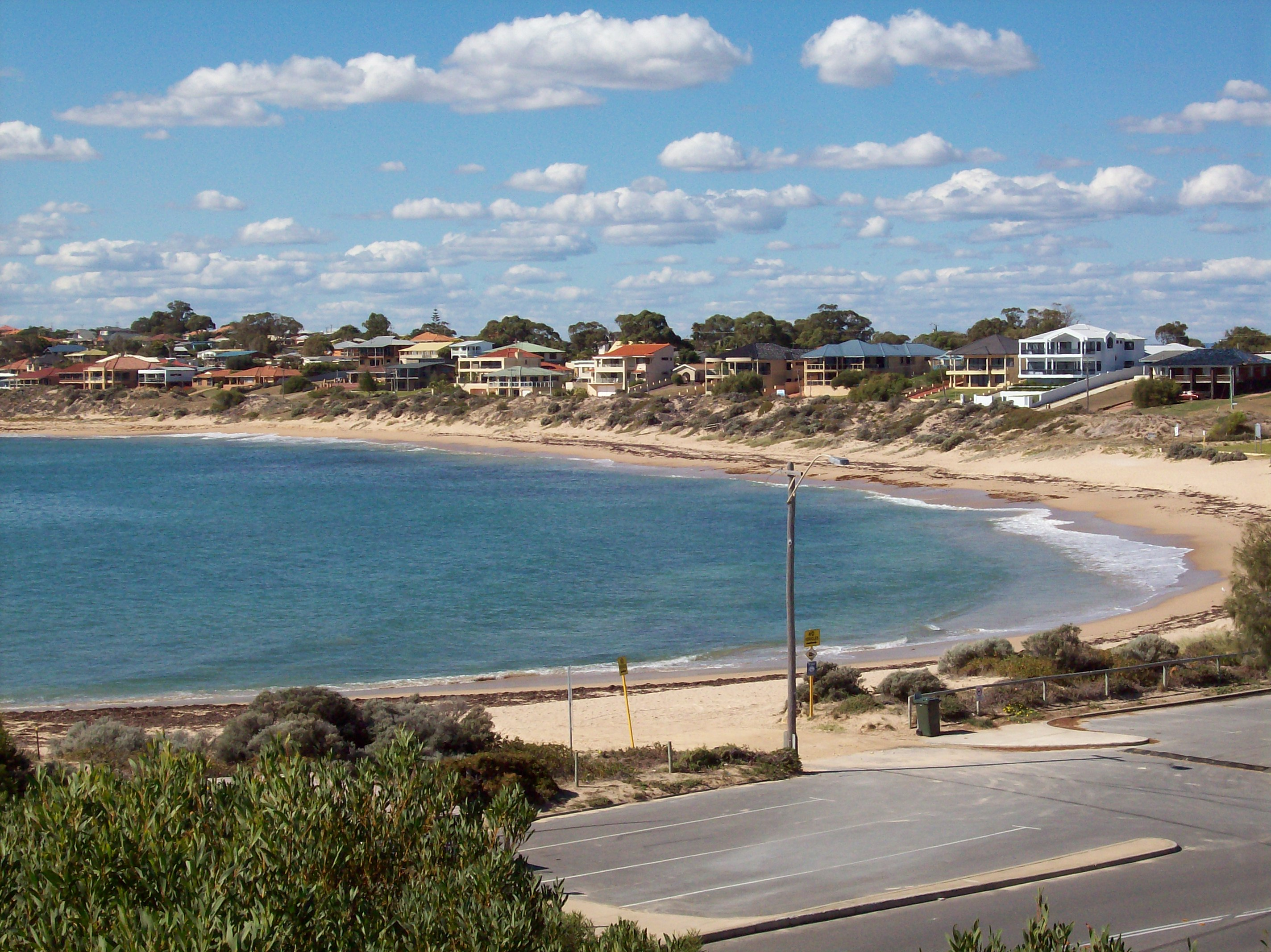
Uitzicht over 'Falcon Bay'